# Veitscher Magnesitwerke

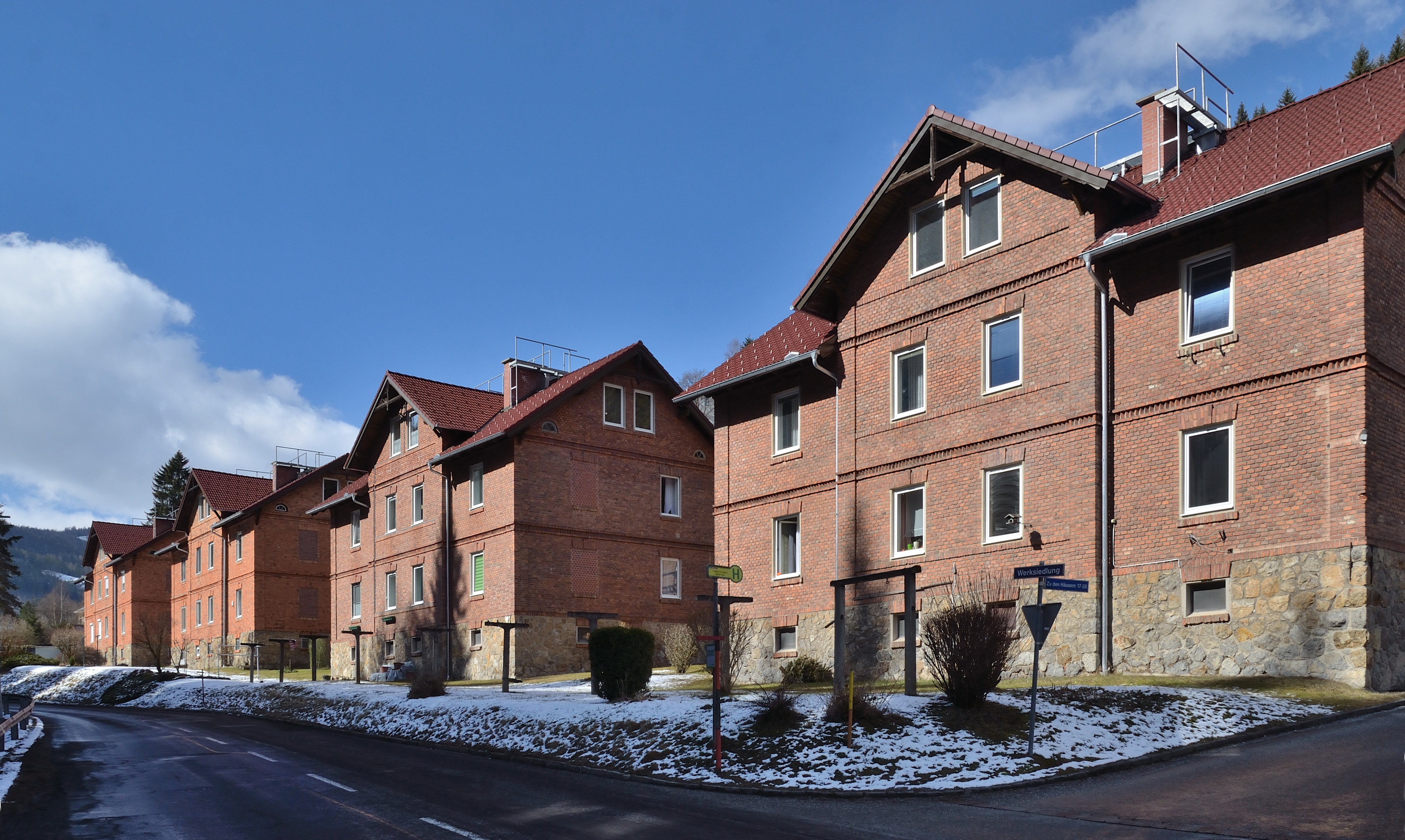
Die Werksiedlung der Veitscher Magnesit an der Pretalstraße in Veitsch, Gemeinde St. Barbara, Steiermark (2017)

Die Veitscher Magnesitwerke waren ein  österreichisches Feuerfestunternehmen.

## Geschichte
Der Gründung als „Veitscher Magnesitwerke Actien-Gesellschaft“ (VMAG) 1899 ging die Entdeckung der Magnesitlagerstätte in Veitsch (Steiermark, Österreich) 1881 durch Friedrich Albert Carl Spaeter voraus. Heute sind die Werke Teil der börsennotierten Holding RHI Magnesita.
Die Produkte der VMAG und damit der Name Veitsch erlangten in den 1940er/50er Jahren unter dem Vorstandsvorsitz der Familie Lauda (Hans Lauda), aus der auch der Rennfahrer Niki Lauda entspringt, Weltgeltung.
1959/60 war die Gründung des bis heute in Leoben beheimateten Forschungs- und Entwicklungsinstituts durch die Veitscher Magnesitwerke.
1993 kam es zur Fusion der beiden österreichischen Unternehmen Radex Austria AG und Veitscher Magnesitwerke Actien-Gesellschaft zur Veitsch-Radex AG. 1998 war die Gründung der Holdinggesellschaft RHI AG, welche heute die Dachmarken Veitscher, Didier, Radex, Refel, Dolomite Franchi und Interstop umfasst.